# Temporada 2003-2004 del Club Joventut Badalona
La temporada 2003-2004 va ser la 65a temporada en actiu del Club Joventut Badalona des que va començar a competir de manera oficial. La Penya va disputar la seva 48a temporada a la màxima categoria del bàsquet espanyol. Va acabar la fase regular en la 8a posició, classificant-se per a disputar els play-offs pel títol, en una posició similar a l'aconseguida a la temporada anterior. Aquesta temporada va competir a totes les competicions possibles, incloent la Copa ULEB, arribant a ser finalista de la Copa. Va ser, també, la primera temporada d'Aíto García Reneses a la banqueta, en la seva segona etapa al club.

## Resultats
Copa ULEB
El DKV Joventut va quedar eliminat de la Copa ULEB en quarts de final davant el BC Reflex, després que els dos equips guanyesin un partit cadascun però els serbis aconseguissin millor diferència de punts. La Penya va superar la fase de grups com a tercera classificada del grup D, i va eliminar a vuitens el Breil Milano italià.
Lliga ACB i play-offs
A la Lliga ACB finalitza la fase regular en la vuitena posició de 18 equips participants, classificant-se per disputar els play-offs pel títol. En 34 partits disputats de la fase regular va obtenir un bagatge de 16 victòries i 18 derrotes, amb 2.829 punts a favor i 2.759 en contra (+70). En els play-offs pel títol el DKV va quedar eliminat en quarts de final a mans del TAU Ceràmina (3-0).
Copa del Rei
El Joventut va ser finalista de l'edició d'aquest any de la Copa del Rei, perdent a la final disputada a Sevilla amb el TAU Vitòria per 81 a 77.

## Plantilla
La plantilla del Joventut aquesta temporada va ser la següent:
| Club Joventut Badalona: plantilla 2003-04 |                    |            |      |
| #                                         | Jugador            | Pos.       | A.   |
| 4                                         | Nikola Radulovic   | Aler       | 2.07 |
| 5                                         | Rudy Fernández     | Aler       | 1.96 |
| 6                                         | Carles Marco       | Base       | 1.80 |
| 9                                         | Souley Drame       | Aler       | 2.02 |
| 11                                        | Josep Maria Guzmán | Base       | 1.82 |
| 14                                        | Alfons Alzamora    | Pivot      | 2.06 |
| 15                                        | Zan Tabak          | Pivot      | 2.13 |
| 19                                        | Paco Vázquez       | Escorta    | 1.90 |
| 23                                        | Jamie Arnold       | Aler pivot | 2.03 |
| 24                                        | Alain Digbeu       | Aler       | 1.95 |
| 28                                        | Kaniel Dickens     | Aler pivot | 2.03 |
| 44                                        | Stephane Dumas     | Base       | 1.90 |

| Club Joventut Badalona: staff 2003-04 |                      |
| Nom                                   | Funció               |
| Aíto García Reneses                   | Entrenador           |
| Joan Plaza                            | Entrenador assistent |

| Jugadors del planter amb minuts al 1r equip |              |            |      |              |
| #                                           | Jugador      | Pos.       | A.   | Participació |
| 16                                          | Dimitri Flis | Aler pivot | 2.03 | 1 partit     |

### Baixes
| Baixes a l'inici de temporada |         |
| Jugador                       | Pos.    |
| Rafa Jofresa                  | Base    |
| Juan Espil                    | Escorta |
| Antonio Bueno                 | Pivot   |
| Paul Shirley                  | Pivot   |
| Mehdi Labeyrie                | Pivot   |

| Baixes durant la temporada |       |
| Jugador                    | Pos.  |
| Bobby Martin               | Pivot |